# Arthur Gerlach
Arthur Thankmar Gerlach (* 7. März 1890 in Erfurt; † 1968) war ein deutscher Ingenieur und Marineoffizier, zuletzt Konteradmiral (Ing.) der Kriegsmarine.

## Leben
Arthur Gerlach trat im Oktober 1910 in die Kaiserliche Marine ein. Bis August 1914 war er auf dem Hilfsstreudampfer A der Nordsee, für drei Monate bei der II. Werftdivision und für einen Monat auf der Yorck. Von November 1914 bis Oktober 1915 war er dann auf der Friedrich der Große. Anschließend kam er zur U-Bootabteilung und wurde Leitender Ingenieur auf der UC 39. Am 1. Juli 1916 wurde er zum Marine-Ingenieuroberaspiranten ernannt. UC 39 wurde im Februar 1917 durch die Briten aufgebracht und die überlebende Besatzung kam bis Kriegsende in britische Kriegsgefangenschaft.
Nach dem Krieg wurde er in die Reichsmarine übernommen und hier am 8. März 1920 Oberleutnant zur See (Ing.). Es folgte am 1. Mai 1922 seine Beförderung zum Kapitänleutnant (Ing.) und am 1. April 1929 zum Korvettenkapitän (Ing,). 1931 war er in der Militärischen Abteilung für Schiffsmaschinenbetrieb in der Marineleitung in Berlin.
Am 1. Juli 1935 zum Kapitän zur See befördert, war er von Oktober 1936 bis Oktober 1939 Mitglied des Erprobungsausschusses für Schiffe in Kiel. Zu Kriegsbeginn 1939 war er noch aktiver Marineangehöriger, wurde am 31. Dezember 1939 aber verabschiedet und z. V. gestellt. Ab Juni 1942 war er bis Kriegsende Direktor des Marineausrüstungs- und Reparaturbetriebs in Kiel. Am 1. Februar 1943 wurde er zum Konteradmiral (Ing.) z. V. befördert.
Arthur Gerlach war Mitglied des Vereins Deutscher Ingenieure (VDI).